# Diplotaxis hirta
Diplotaxis hirta là một loài thực vật có hoa trong họ Cải. Loài này được (A.Chev.) Rustan & L.Borgen mô tả khoa học đầu tiên năm 1979.